# Oxyopes flavipalpis
Oxyopes flavipalpis är en spindelart som först beskrevs av Lucas 1858.  Oxyopes flavipalpis ingår i släktet Oxyopes och familjen lospindlar. Inga underarter finns listade i Catalogue of Life.